# 格默爾 (明尼蘇達州)
格默爾（英語：Gemmell）是位於美國明尼蘇達州康契欽縣的一個非建制地區。

## 歷史
格默爾的郵局自1905年設立，其後於1974年停運。此地得名自鐵路公司老闆W·H·格默爾（W. H. Gemmell）。

## 地理
格默爾所處的海拔為高於海平面411米（即1348英呎），而該地所採用的時區為UTC-6，即北美中部時區（CST）。同時該地設有夏令時間，為UTC-6調快一小時，即UTC-5（CDT）。